# Янсоне, Зигрида
Зигрида Янсоне (латыш. Zigrīda Jansone, 9 января 1937 году) — советский и латвийский орнитолог. Доктор биологических наук. Почётный член Общества орнитологов Латвии (руководитель Салдуской региональной группы). Печатается в изданиях «Saldus zeme» и «Dzērveņstīga». Преподаватель начальной школы. Эксперт в определении видов редких птиц. Лауреат премии имени Эдгара Дунсдорфа.